# 聯合傑克
聯合傑克（英語：Union Jack），又稱「聯合旗」（Union Flag），中文中常俗稱為米字旗，是大不列颠及北爱尔兰联合王国（英國）的国旗；在加拿大具有官方地位，稱作「王家聯合旗」（Royal Union Flag）；此外在某些英國海外領地同樣具有官方地位。還被英國皇家海軍用作艦首旗（艦首旗的英文就是jack）。
現在的旗幟圖案始於1801年大不列顛王國與愛爾蘭王國的合併，設計融合了代表英格蘭的聖喬治十字、代表蘇格蘭的聖安德魯十字以及代表愛爾蘭的聖派翠克十字。當第一面聯合旗於1606年設計時，威爾斯已經與英格蘭合併，不再是獨立的親王國，且其國旗紅龍圖案並無標準設計，存在多種外形，因此沒有任何代表威爾斯的要素。

## 设计

绘制方法 (1:2)
绘制方法 (3:5)

### 色彩
英国国旗使用的色彩如下：
|         | 蓝          | 白            | 红          |
| ------- | ----------- | ------------- | ----------- |
| RGB     | 1, 33, 105  | 255, 255, 255 | 207, 20, 43 |
| Hex     | #012169     | #FFFFFF       | #C8102E     |
| CMYK    | 100.85.5.22 | 0.0.0.0       | 2.100.85.6  |
| Pantone | 280 C       | "safe"        | 186 C       |

## 历史

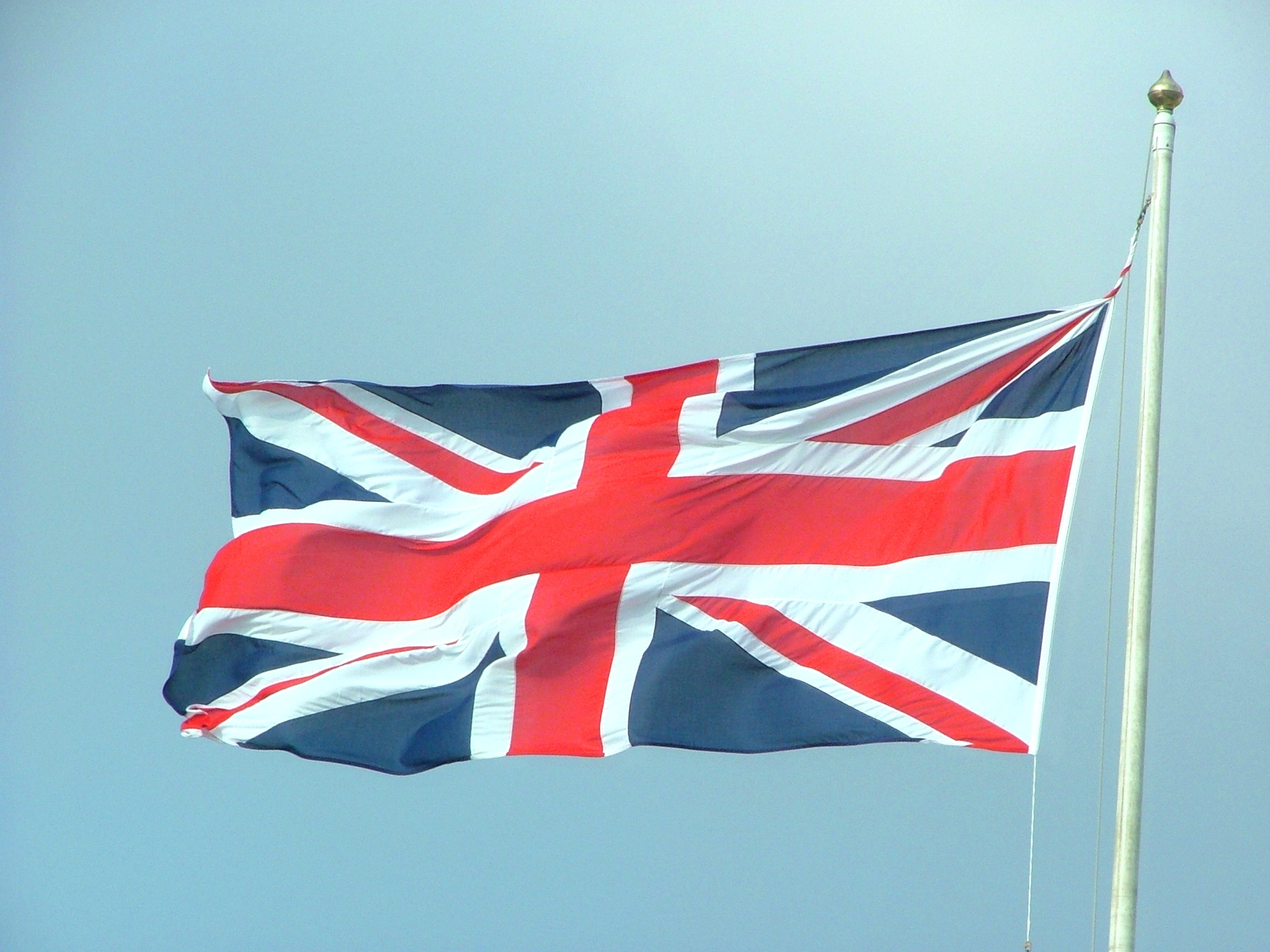
由反面看到的英國國旗

最早的米字旗于1606年4月12日英格兰詹姆士一世统一英格兰和苏格兰时诞生。它是由英格兰圣乔治的十字和苏格兰圣安德鲁的交叉合并而成。不过，这面旗帜的旗面不是今天的深蓝色而是浅蓝色。威尔士由于早期已经被英格兰爱德华一世征服并被认为是英格兰的一部分，因此並没有出现在当时的英国国旗上。
今天的米字旗诞生于1801年1月1日，当时通过1800年联合法案，爱尔兰岛与不列颠组成了联合王国。爱尔兰圣帕特里克的白地红色交叉型旗与米字旗合并，从而形成了今天的米字旗。
米字旗最早其实是王室的旗帜，即使到今天，英国也没有法律确认米字旗为英国的国旗，不过它在功能上与国旗已经没有差别。1908年英国议会宣布“米字旗应该被认为是英国的国旗”。1933年英国内政大臣则宣布“米字旗就是英国国旗”。

## 用于其他旗帜

新西兰国旗

英国的很多殖民地与前殖民地国家和地區将米字旗放在国旗的左上角，以示与英国的特殊关系。这些殖民地与前殖民地国家包括加拿大（1965年前）、英属香港（1997年主權移交前）、澳大利亚、新西兰。
另外美國夏威夷州的州旗上也有米字旗的图案，是世界上唯一一个所在地区没有被英国殖民过但带有米字旗的旗帜，也是美國州旗中唯一有外国国旗图案的旗帜。